# Sprawa obiektowa
Sprawa obiektowa (SO) – w nomenklaturze Służba Bezpieczeństwa jedna z kategorii spraw operacyjnych i dotyczących jej akt.
Sprawy obiektowe wszczynano m.in. wobec instytucji i organizacji uznawanych za wrogie, placówek państw zachodnich w Polsce (w tym ambasad, konsulatów, biur podróży), niektórych instytucji Kościoła katolickiego i związków wyznaniowych (kurie, prowincje zakonne, parafie, zbory, gminy), niektórych mniejszości narodowościowych, redakcje gazet, nielegalne organizacje opozycyjne itp. Celem zakładania sprawy obiektowej było objęcie trwałą i systematyczną inwigilacją istotnych dla państwa instytucji, zakładów i organizacji oraz środowisk, które uważano za „wrogie” bądź też stwarzające warunki dla działalności opozycyjnej.
Niektóre sprawy obiektowe były prowadzone nieprzerwanie przez wiele lat. Uruchamiano w ich przypadku dużą ilość osobowych źródeł informacji i pozyskiwano nowe. Regularnie informowano o nastrojach i tendencjach wewnątrz „obiektu”, poczynaniach i poglądach osób szczególnie interesujących SB. Na podstawie sprawy obiektowej zakładano również sprawy operacyjne.